# Wielersport op de Olympische Zomerspelen 1932
De wielersport is een van de sporten die beoefend werden tijdens de Olympische Zomerspelen 1932 in Los Angeles.

## Heren

### baan

#### tijdrit, 1000 m
| rang   | sporter(s)         | land | tijd      |
| ------ | ------------------ | ---- | --------- |
| Goud   | Dunc Gray          | AUS  | OR 1:13.0 |
| Zilver | Jacques van Egmond | NED  | 1:13.3    |
| Brons  | Charles Rampelberg | FRA  | 1:13.4    |
| 4      | Luigi Consonni     | ITA  | 1:14.7    |
| 4      | William Harvell    | GBR  | 1:14.7    |
| 6      | Lewis Rush         | CAN  | 1:15.6    |
| 7      | Harald Christensen | DEN  | 1:16.0    |
| 8      | Bernard Mammes     | USA  | 1:18.0    |

#### sprint, 1000 m
| rang   | sporter(s)         | land | tijd            |
| ------ | ------------------ | ---- | --------------- |
| Goud   | Jacques van Egmond | NED  | -12.5 12.6 12.6 |
| Zilver | Louis Chaillot     | FRA  |                 |
| Brons  | Bruno Pellizzari   | ITA  | 12.7            |
| 4      | Dunc Gray          | AUS  |                 |
| 5      | Ernest Chambers    | GBR  |                 |
| 5      | Willy Gervin       | DEN  |                 |
| 5      | Leo Marchiori      | CAN  |                 |
| 5      | Robert Thomas      | USA  |                 |

#### tandem, 2000 m
| rang   | sporter(s)                       | land | tijd      |
| ------ | -------------------------------- | ---- | --------- |
| Goud   | Louis Chaillot Maurice Perrin    | FRA  | 12.3 12.0 |
| Zilver | Ernest Chambers Stanley Chambers | GBR  |           |
| Brons  | Willy Gervin Harald Christensen  | DEN  |           |
|        | Bernard Leene Jacques van Egmond | NED  | DNS       |

#### ploegachtervolging, 4000 m
| rang   | sporter(s)                                                     | land | tijd   |
| ------ | -------------------------------------------------------------- | ---- | ------ |
| Goud   | Paolo Pedretti Nino Borsari Marco Cimatti Alberto Ghilardi     | ITA  | 4:53.0 |
| Zilver | Henri Mouillefarine Paul Chocque Amédée Fournier René Legrèves | FRA  | 4:55.7 |
| Brons  | Frank Southall William Harvell Charles Holland Ernest Johnson  | GBR  | 4:56.0 |
| 4      | Lewis Rush Glen Robbins Russell Hunt Francis Elliott           | CAN  | 6:04.0 |
| 5      | Eddie Testa Ruggero Berti William Ade Russell Allen            | USA  |        |

### weg

#### tijdrit individueel
Afstand: 100 km
| rang   | sporter(s)         | land | tijd      |
| ------ | ------------------ | ---- | --------- |
| Goud   | Attilio Pavesi     | ITA  | 2:28:05.6 |
| Zilver | Guglielmo Segato   | ITA  | 2:29:21.4 |
| Brons  | Bernhard Britz     | SWE  | 2:29:45.2 |
| 4      | Giuseppe Olmo      | ITA  | 2:29:48.2 |
| 5      | Frode Sørensen     | DEN  | 2:30:11.2 |
| 6      | Frank Southall     | GBR  | 2:30:16.2 |
| 7      | Giovanni Cazzulani | ITA  | 2:31:07.2 |
| 8      | Sven Höglund       | SWE  | 2:31:29.4 |

#### tijdrit ploegen
De tijden van de 3 best geklasseerde renners per land van de individuele tijdrit werden bij elkaar opgeteld.
| rang   | sporter(s)                                       | land | tijd                          | totale tijd |
| ------ | ------------------------------------------------ | ---- | ----------------------------- | ----------- |
| Goud   | Attilio Pavesi Guglielmo Segato Giuseppe Olmo    | ITA  | 2:28:05.6 2:29:21.4 2:29:48.2 | 7:27:15.2   |
| Zilver | Frode Sørensen Leo Nielsen Henry Hansen          | DEN  | 2:30:11.2 2:32:48.6 2:35:50.4 | 7:38:50.2   |
| Brons  | Bernhard Britz Sven Höglund Arne Berg            | SWE  | 2:29:45.2 2:31:29.4 2:37:58.0 | 7:39:12.6   |
| 4      | Frank Southall Charles Holland Stanley Butler    | GBR  | 2:30:16.2 2:37:17.2 2:37:19.6 | 7:44:53.0   |
| 5      | Paul Chocque Amédée Fournier Henri Mouillefarine | FRA  | 2:33:24.4 2:36:06.4 2:37:00.8 | 7:46:31.8   |
| 6      | Henry O'Brien Frank Connell Otto Luedeke         | USA  | 2:33:36.0 2:37:20.4 2:40:59.2 | 7:51:55.6   |
| 7      | Francis Robbins James Jackson Frances Elliott    | CAN  | 2:38:24.8 2:40:29.8 2:42:43.4 | 8:01:38.0   |
| 8      | Werner Lange-Wittich Julius Maus Hubert Ebner    | GER  | 2:43:36.2 2:45:15.0 2:52:30.0 | 8:21:21.2   |

## Medaillespiegel
| rang   | land             | goud | zilver | brons | totaal |
| ------ | ---------------- | ---- | ------ | ----- | ------ |
| 1      | Italië           | 3    | 1      | 1     | 5      |
| 2      | Frankrijk        | 1    | 2      | 1     | 4      |
| 3      | Nederland        | 1    | 1      | 0     | 2      |
| 4      | Australië        | 1    | 0      | 0     | 1      |
| 5      | Denemarken       | 0    | 1      | 1     | 2      |
| 5      | Groot-Brittannië | 0    | 1      | 1     | 2      |
| 7      | Zweden           | 0    | 0      | 2     | 2      |
| totaal | totaal           | 6    | 6      | 6     | 18     |